# 古谷道生 (陶芸)
古谷 道生（ふるたに みちお、1946年（昭和21年）2月16日 - 2000年（平成12年）7月19日）は信楽焼の陶芸家。滋賀県出身。内田邦夫に師事。信楽と伊賀に生涯30基以上の窯を築き、窯の改造など焼き物作りを探求、初めての築窯は、滋賀・三重県境にある「五位の木」古窯を参考にした。

## 略歴
年譜
- 1946年（昭和21年） - 滋賀県甲賀郡信楽町神山（現甲賀市信楽町）の半農半陶の家に生まれる。
- 1964年（昭和39年） - 滋賀県立甲南高等学校窯業科を卒業し、京都府陶工訓練所に入所。内田邦夫が開く、内田クラフト研究所に入所。
- 1968年（昭和43年） - 日本一周陶業地研修の旅（轆轤賃引きのアルバイトをしつつ全国陶業地を廻る）に出る（1年9ヵ月）。
- 1970年（昭和45年） - 穴窯を信楽町神山に築窯し独立する。
- 1971年（昭和46年） - 中国国際陶芸展入選、日本陶芸展（毎日新聞社主催）入選。
- 1982年（昭和57年） - 信楽陶芸展最優秀賞受賞。
- 1985年（昭和60年） - 西武陶芸展大賞受賞。
- 1996年（平成 8年） - 日本工芸会近畿賞受賞、滋賀県文化奨励賞受賞。
- 2000年（平成12年） - 7月19日没・享年54。

日本伝統工芸展・日本陶芸展・中日国際陶芸展　等多数入選。秀明文化財団より秀明文化基金賞受賞。

## 著作
- 「窯から見た焼物」（工芸出版 1981年）
- 「陶 No2」「古谷道生」（京都書院 1992年）
- 「穴窯 -築窯と焼成-」（理工学社 1994年）

古谷道生関連書籍
- 「陶工房 趣味の手づくり陶芸 No13」「特集信楽 古谷道生 壷・花入づくり」（誠文堂新光社 1999年）
- 「古谷道生作陶展 第15回」（東武百貨店 1987年）
- 「古谷道生遺作展」（八木弘明 日本陶磁協会編 2001年）